# Walker (videogioco)
Walker è un videogioco sparatutto sviluppato per piattaforma Amiga nel 1993 da DMA Design e pubblicato da Psygnosis. Il protagonista è un enorme robot bipede controllato da un pilota. Il videogioco, dotato di un sistema di controllo particolare, ottenne per lo più buoni giudizi dalla critica.

## Trama
Per mantenere la linea temporale così come la si conosce, nel futuro viene creato un gigantesco robot bipede chiamato AG-9 (nome in codice Walker, "camminatore"). Esso è dotato di una macchina del tempo e viene inviato in varie epoche, tutte segnate dalla devastazione, per evitare che si alteri il passato. Nella schermata finale, eliminata un'enorme astronave nemica, il Walker viene distrutto da un'esplosione atomica, ma il pilota riesce a salvarsi sganciandone la testa che si rivela un velivolo.

## Modalità di gioco
Il Walker si muove in ambiente bidimensionale visto di lato, con terreno piano e con scorrimento orizzontale verso sinistra. Una particolarità del gioco è che il Walker si manovra sia con il mouse sia con il joystick (o la tastiera) in contemporanea. Al joystick/tastiera è affidato il movimento del robot avanti e indietro, con il mouse si controllano le armi (un mirino indica dove sparare, mentre l'animazione mostra la testa del robot che si inclina in quella direzione). Con il tasto destro è possibile agganciare un bersaglio inquadrato dal mirino, che verrà quindi inseguito automaticamente. Walker è dotato di due mitragliatrici da 30mm. I nemici sono di diverso tipo, aerei, elicotteri, cannoni, fanteria variamente armata, di solito tutti di dimensioni molto più piccole del Walker. Ci sono anche fanti in grado di arrampicarsi con un arpione sul retro del Walker e piazzargli una bomba addosso. Durante il gioco bisogna tenere sotto controllo il surriscaldamento dei cannoni e l'energia degli scudi del Walker, che a ogni colpo incassato scende velocemente. L'azione si svolge su quattro livelli ambientati in altrettante epoche.
Il gioco è composto da quattro livelli a difficoltà incrementale, con boss a metà e fine livello.
1. Fine seconda guerra mondiale, Berlino.
2. Los Angeles, anno 2019.
3. Medio oriente, tempo presente (rispetto alla pubblicazione del gioco).
4. La grande guerra, anno 2420.